# جون فيشر (رسام)
جون فيشر (بالإنجليزية: John Fischer)‏ هو عازف بيانو ورسام أمريكي، ولد في 11 أغسطس 1930 في أنتويرب في بلجيكا، وتوفي في 17 أغسطس 2016 في نيويورك في الولايات المتحدة.

## وصلات خارجية
- جون فيشر على موقع ميوزك برينز (الإنجليزية)